# 이수성 (1939년)
이수성(李壽成, 1939년 3월 10일~)은 대한민국의 정치인으로, 제29대 국무총리(1995. 12. 18.~1997. 3. 4.)를 지냈다. 본관은 광주(廣州), 호는 우범(又凡)이다.
함경남도 함흥 출신이다. 서울대 교수, 피츠버그대 교환연구원, 서울대 법과대 학장을 지냈으며, 1995년 3월 서울대 총장에 취임하였으나, 그해 12월 김영삼 정부의 국무총리에 발탁되며 물러났다. 1995년 12월부터 1997년 3월까지 국무총리를 지냈다. 이후 제16대 총선에 출마, 낙선하였고, 김대중 정부 시기인 1998년부터 2000년까지 민주평화통일자문회의 수석 부의장을 지냈고, 새마을운동 중앙회 회장 등 역임하는 등 대외 활동을 하였다. 2007년 제17대 대선에서는 출마 후 한달 뒤에 사퇴하였으며, 2012년 제18대 대선에서는 문재인 후보를 지지하였다.

## 생애
본관은 광주(廣州)로서 함경남도 함흥의 양반가에서 출생하였다. 한때 강원도 춘천에서 어린 시절 보낸 적이 있는 그는 1940년 이후 경상북도 칠곡에서 성장하였다.
서울고등학교 졸업을 거쳐 서울대학교 법과대학에서 학사 학위를 받고 동 대학원에서 법학석사 및 박사 학위를 받으며 초엘리트 귀족코스를 거쳤다. 1967년~1978 서울대학교 법과대학 전임강사·조교수·부교수, 1970년~1971년에는 미국 피츠버그 대학교 교환연구원, 1980년에는 서울대학교 학생처장, 1985년~1989년 한국형사정책학회 회장, 1988년~1990년 서울대학교 법과대학 학장을 지냈다. 교수로 재직하던 중 1995년에 제20대 총장에 취임하였고, 같은 해 삼성언론재단 이사장, 12월에 김영삼 정부의 국무총리로 전격 발탁되어 총장직을 사임하였다. 1996년~1997년 3월에 노사관계개혁추진위원회 위원장을 지냈다.
1997년 총리 퇴임 후 신한국당 대통령 후보 경선에 출마하였으나 낙선하였다. 2000년 김윤환, 이기택 등과 함께 민주국민당을 창당하여 제16대 총선에 출마하였지만 낙선하였다. 김대중 정부 시절인 1998년~2000년에는 민주평화통일자문회의 수석부의장, 백범기념사업회 회장을 지내는 등 대외 활동을 하였다. 그 외에 민족화해협력범국민협의회 대표상임의장, 새마을운동중앙회 회장 등을 역임하기도 했다.
2007년 제17대 대통령 선거에 출마하였으나 여권의 후보단일화를 위해 결단을 내려 12월 13일 후보직에서 사퇴하여 최악은 이명박 차악은 정동영후보라는 말을 남기고 선거중립을 지켰다. 2009년 12월 6일에는 우사 김규식 추모제전에 참석했다.
원광대학교 명예정치학 박사, 카자흐스탄 대학교 명예박사, 러시아 극동문제연구소 명예박사, 중국 사회과학원 명예박사 학위를 수여했다.

## 학력
- 혜화국민학교 졸업
- 제일중학교 졸업
- 서울중학교 졸업
- 1956년 서울고등학교 졸업
- 1961년 서울대학교 법과대학 법학 학사
- 1964년 서울대학교 대학원 법학 석사
- 1976년 서울대학교 대학원 법학 박사

### 명예 박사 학위
- 1999년 원광대학교 명예박사
- 카자흐스탄 대학교 명예박사
- 러시아 극동문제연구소 명예박사
- 중국 사회과학원 명예박사

## 경력
- 1967년 서울대학교 법학연구소 전임강사
- 1969년 서울대학교 법학연구소 조교수
- 1972년 서울대학교 법과대 조교수
- 1973년 2월~1974년 3월 서울대학교 법과대 학생과장
- 1973년 3월 서울대학교 법과대 부교수
- 1978년 3월~1979년 3월 파리제2대학 형법연구원
- 1978년 5월~1995년 12월 서울대학교 법과대 법학과 교수
- 1980년 1월~1980년 6월	서울대학교 학생처 처장
- 1985년 3월~1986년 3월 서울대학교 법과대 법학과 학과장
- 1986년~1988년 한국형사정책학회 회장
- 1988년~1990년 서울대학교 법과대학 학장
- 1992년 2월 중앙기우회 회장
- 1992년 2월 서암학술장학재단 이사
- 1993년 나라정책연구회 고문
- 1994년 신사회 공동선운동연합(공선련) 공동대표
- 1995년 3월~1995년 12월 제20대 서울대학교 총장
- 한국피해자학회 부회장
- 한국형사정책연구원 이사
- 서울대병원 이사장
- 1995년 10월 삼성언론재단 초대 이사장
- 1995년 12월~1996년 8월 제29대 대한민국 국무총리
- 세계화추진위원회 공동위원장
- 정보화추진위원회 위원장
- 지방자치제도발전위원회 위원장
- 해양개발위원회 위원장
- 정부ASEM준비위원회 위원장
- 교육개혁추진위원회 위원장
- 중앙안전대책위원회 위원장
- 1996년 8월~1997년 3월 제29대 국무총리(유임)
- 1996년~2000년 서울 세계지리학대회 조직위원회 명예위원장
- 1996년 10월 `97 세계 환경의 날 행사 추진위원회 명예위원장
- 1996년 6월~2001년 3월 한국방정환재단(소파 방정환선생 기념사업회) 명예회장
- 1997년 1월~1998년 4월 소파방정환선생기념관건립위원회 위원장
- 1997년 3월~1997년 11월 신한국당 상임 고문
- 1997년 3월 한국기원 이사
- 삼성언론재단 이사
- 1998년 1월 성균관대학교 건학600주년기념시업추진위원회 자문위원
- 1998년 3월~1999년 8월 민주평화통일자문회의 수석부의장
- 1998년 5월 한국어린이보호회 명예총재
- 1998년 6월 백범김구선생기념사업협회 회장
- 1998년 7월 3.1독립운동기념탑건립위원회 위원장
- 1998년 9월 제2건국 범국민추진위원회 공동위원장
- 1998년 9월 평화와 통일을위한 복지기금재단 상임 이사
- 1998년 11월 장애인먼저실천중앙협의회 상임대표
- 1999년 3월 한국방송대 운영위원회 위원장
- 1999년 9월 대한민국소비문화대전 조직위원회 위원장
- 1999년 8월~2000년 2월 제9기 민주평화통일자문회의 수석부의장
- 1999년 노래박물관추진위원회 공동위원장
- 2000년 2월~2003년 민주국민당 상임고문
- 2001년 5월 평화운동연합 초대 총재
- 2001년 4월 한국민속박물관회 초대 회장
- 2001년 12월 제13대 서울고등학교 총동창회 회장(임기2년)
- 2003년 2월~2006년 3월 새마을운동중앙회 제16대 회장
- 2003년 4월 민족화해협력범국민협의회 대표상임의장
- 2004년 9월 서울대학교 명예교수
- 2006년 1월 한국형사정책학회 명예회장
- 2006년 4월 과학선현장영실선생기념사업회 회장
- 2006년 10월 성남아트센터 후원회 고문
- 2007년 4월 동북아시아지도자포럼 이사장
- 2007년 5월 세계학생UN본부 총재
- 2007년 11월 27일~2007년 12월 18일 화합과 도약을 위한 국민연대 2007 제17대 대통령선거 후보 (기호 11)
- 2008년 6월 한국사법교육원 고문
- 2008년 12월 2010 제천국제한방바이오엑스포 조직위원장
- 2009년 1월 21세기경영인클럽 고문
- 2009년 11월 2010 세계대백제전 고문
- 2010년 6월 한국전쟁기념재단 고문
- 2012년 11월 국학원 명예총재
- 2013년 1월 동아시아센터 명예이사장
- 2013년 7월 한민족원로회 창립, 공동의장
- 2014년 7월 인성회복국민운동본부 총재
- 2016년 7월 관정이종환교육재단 이사장
- 2021년 5월 국기원 고문

## 역대 선거 결과
|  | 46.55% |

|  | 0% |

## 같이 보기
- 대한민국의 국무총리
- 대한민국의 민주평화통일자문회의 수석부의장

## 소속 정당
| 소속 정당 | 소속 정당                | 소속 기간 | 비고                |
| --------- | ------------------------ | --------- | ------------------- |
|           | 민주자유당               | 1995      | 정계 입문           |
|           | 신한국당                 | 1995~1997 | 당명 변경           |
|           | 무소속                   | 1997~2000 | 탈당                |
|           | 민주국민당               | 2000~2002 | 창당                |
|           | 무소속                   | 2002~2004 | 탈당                |
|           | 한나라당                 | 2004~2007 | 복당                |
|           | 무소속                   | 2007      | 탈당                |
|           | 화합과도약을위한국민연대 | 2007~2009 | 창당                |
|           | 무소속                   | 2009~현재 | 정당 해산 정계 은퇴 |

## 상훈
- 1995년 3월 서울고등학교 총동창회 올해의 서울인상
- 1997년 5월 국가경영 최고지도자급 인사 3위
- 1997년 10월 청조근정훈장
- 2003년 5월 제11회 자랑스러운 서울법대인
- 2019년 12월 제19회 자랑스런한국인대상-정치발전 부문

## 가족 관계
- 아버지: 이충영(李忠榮) - 납북
- 어머니: 강금복(1911년 1월 5일~몰년 미상)
- 배우자: 김경순(金敬順, 1937년 4월 23일~2024년 7월 31일)
  - 아들: 이승(1964년 4월 29일~)
    - 며느리: 임정아
      - 손주: 이윤주, 이윤영, 이준경

  - 딸: 이인경(1966년 6월 27일~)
    - 사위: 도준호
      - 외손주: 도유진, 도유라